# Щепанкевич Тарас Михайлович
Щепанкевич Тарас Михайлович — український кінооператор-документаліст. Був членом Спілки кінематографістів України.
Народився 20 жовтня 1925 р. в с. Бурятин Хмельницької обл.. 1989 р. виїхав до Польщі. Працював на студії «Київнаукфільм», де зняв стрічки:
- «Основні відомості про фрезерування металів» (1958, Диплом Всесоюзного фестивалю навчальних фільмів у Москві, 1958),
- «Залізобетонні шпали» (1959, Диплом Всесоюзного фестивалю в Москві, 1959),
- «Чорна металургія УРСР» (1960),
- «Нові машини для збирання кукурудзи» (1961),
- «Електротранспорт»,
- «Кормові боби» (1962),
- «Силосозбиральний комбайн»,
- «Філоксера» (1963),
- «Вузли та схеми»,
- «Облицювальна кераміка» (1964),
- «Виробництво напівпровідникових приладів» (1965, Головний приз і Диплом Міжнародного кінофестивалю науково-популярних фільмів у Софії, 1965),
- «Машини централізованого контролю» (1966, Премія Всесоюзного фестивалю навчальних фільмів у Москві, 1967),
- «Харчова промисловість СРСР»,
- «Будівницто сталевих трубопроводів» (1967),
- «Андрій Малишко»,
- «Обладнання дугового електрозварювання» (1969),
- «Наука — виробництву» (1971),
- «Автогрейдери» (1972),
- «Первинна обробка бавовни» (1973),
- «Дорогами України»,
- «Функції та графіки» (1975),
- «Принцип Д'Ламбера»,
- «Використання сил Лоренца» (1976),
- «Роль хімії в народному господарстві» (1977),
- «Проєкція геометричних тіл» (1978),
- «Енергія сонця» (1979),
- «Земля — планета» (1980),
- «Сонце»,
- «Штучні супутники землі» (1981) та ін.